# Liste der Monuments historiques in Aÿ-Champagne
Die Liste der Monuments historiques in Aÿ-Champagne führt die Monuments historiques in der französischen Gemeinde Aÿ-Champagne auf.

## Liste der Immobilien
| Bezeichnung               | Beschreibung                                                                                     | Standort                               | Kennzeichnung | Schutzstatus | Datum | Bild           |
| ------------------------- | ------------------------------------------------------------------------------------------------ | -------------------------------------- | ------------- | ------------ | ----- | -------------- |
| Kirche St-Brice           | aus dem 15. und 16. Jahrhundert                                                                  | Ay, rue Marcel Mailly (Lage)           | PA00078579    | Classé       | 1942  | weitere Bilder |
| Kirche St-Hélain          | ab dem 13. Jahrhundert                                                                           | Bisseuil, rue de l’Église (Lage)       | PA00078593    | Classé       | 1924  | weitere Bilder |
| Château de Mareuil-sur-Ay | zwischen 1771 und 1774 erbaut; Parkanlage und Nebengebäude 1896 durch Edouard Redon neugestaltet | Mareuil-sur-Ay, 1–3, rue Carnot (Lage) | PA51000010    | Inscrit      | 2003  | weitere Bilder |
| Kirche St-Hilaire         | ab dem späten 11. Jahrhundert                                                                    | Mareuil-sur-Ay, rue Carnot (Lage)      | PA00078738    | Classé       | 1933  | weitere Bilder |

## Liste der Objekte
| Bezeichnung                                       | Beschreibung                    | Standort                                        | Kennzeichnung | Schutzstatus | Datum | Bild |
| ------------------------------------------------- | ------------------------------- | ----------------------------------------------- | ------------- | ------------ | ----- | ---- |
| Grabstein für Marie-Magdeleine Bertin du Rocheret | Stein, bezeichnet 1758          | Ay, in der Kirche St-Brice (Lage)               | PM51000058    | Classé       | 1915  |      |
| Zwei Hocker für Chorknaben                        | Holz, 18. Jahrhundert           | Ay, in der Kirche St-Brice (Lage)               | PM51000059    | Classé       | 1970  |      |
| Kredenz                                           | Holz, Marmor, 18. Jahrhundert   | in der Kapelle des Hospizes                     | PM51000057    | Classé       | 1970  |      |
| Gemälde Mariä Himmelfahrt                         | Ölfarbe auf Leinwand, 1678      | Bisseuil, in der Kirche St-Hélain (Lage)        | PM51000096    | Classé       | 1908  |      |
| Skulptur Sitzende Madonna mit Kind                | Stein, 15. oder 16. Jahrhundert | Bisseuil, in der Kirche St-Hélain (Lage)        | PM51000095    | PM51000095   | 1908  |      |
| Glocke                                            | Bronze, 1603 gegossen           | Mareuil-sur-Ay, in der Kirche St-Hilaire (Lage) | PM51000533    | Classé       | 1908  |      |